# Хмельницкий, Олег (футболист)
Олег Хмельницкий (25 октября 1967) — белорусский футболист, защитник. Выступал за сборную Беларуси.

## Биография

### Клубная карьера
Воспитанник минского футбола. В 1986 году находился в составе минского «Динамо», однако за основную команду клуба не провёл ни одного матча. После этого Хмельницкий взял перерыв в карьере (информации за этот период нет) и вернулся в футбол в 1989 году, став игроком минского «Торпедо», с которым выступал в Чемпионате Белорусской ССР. После распада СССР продолжил выступать за «Торпедо» уже в Высшей лиге Беларуси и сыграл за команду 60 матчей, в которых забил 10 голов. В 1995 году перешёл в нижегородский «Локомотив», однако в России не провёл ни одного матча, а вскоре покинул «Локомотив» и вернулся в Беларусь, где подписал контракт с клубом «Атака-Аура». Завершил карьеру в 1996 году в возрасте 29 лет.

### Карьера в сборной
Дебютировал за сборную Беларуси 17 августа 1994 года, отыграв второй тайм в товарищеском матче со сборной Польши. В 1995 году провёл за сборную ещё два матча: товарищеский против Литвы и отборочный матч Евро-1996 против Мальты.